# Cumbre del G-20 de Brisbane
En 2014, la Cumbre de Líderes se celebró en Brisbane el 15 y el 16 de noviembre en el Centro de Congresos y Exposiciones de Brisbane. Fue la reunión de líderes mundiales más importante que haya organizado Australia.

## Acerca del G20
El Grupo de los 20 (numerónimo: G-20) es un foro de 19 países, más la Unión Europea, donde se reúnen regularmente, desde 1999, jefes de Estado (o de gobierno), gobernadores de bancos centrales, y ministros de finanzas. Está constituido por siete de los países más industrializados —Alemania, Canadá, Estados Unidos, Francia, Italia, Japón y Reino Unido— (G-7), más Rusia (G-8), más once países recientemente industrializados de todas las regiones del mundo, y la Unión Europea como bloque económico. 

Los líderes del G20 se han reunido ocho veces desde 2008. Los miembros del G20 representan alrededor del 85 por ciento del producto bruto interno mundial, más del 75 por ciento del comercio mundial y dos tercios de la población del mundo. Por medio de su Declaración sobre el 5.º Aniversario del G20, acordada en San Petersburgo en septiembre de 2013, los líderes reafirmaron el papel del G20 como foro principal para su cooperación económica internacional.
Cumbre del G-20 de Brisbane

## Líderes participantes

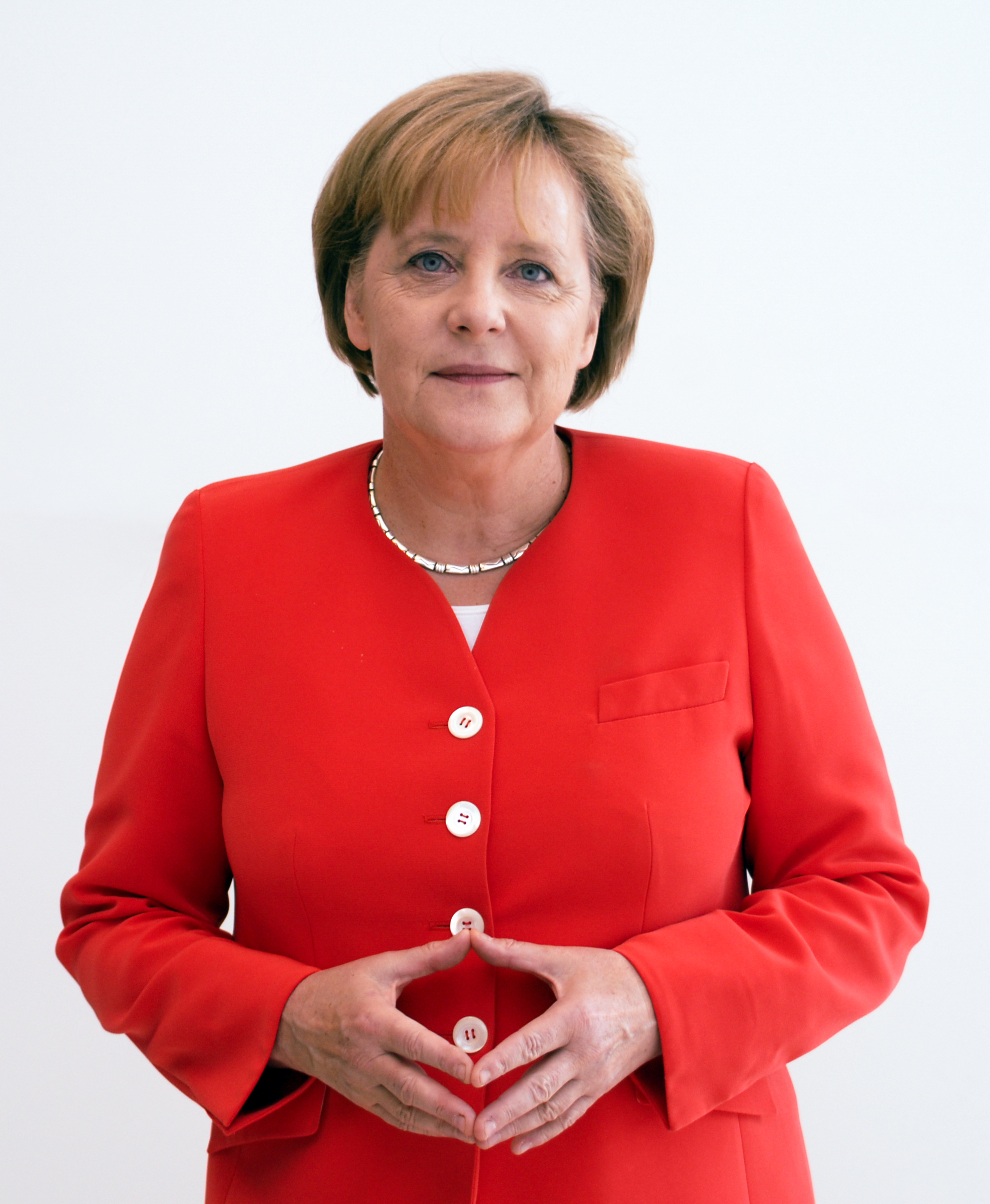
GER Angela Merkel, Canciller
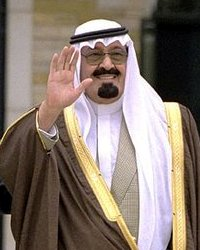
SAU Abdalá bin Abdelaziz, Rey
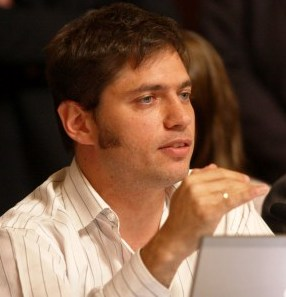
ARG Axel Kicillof, ministro de Economía
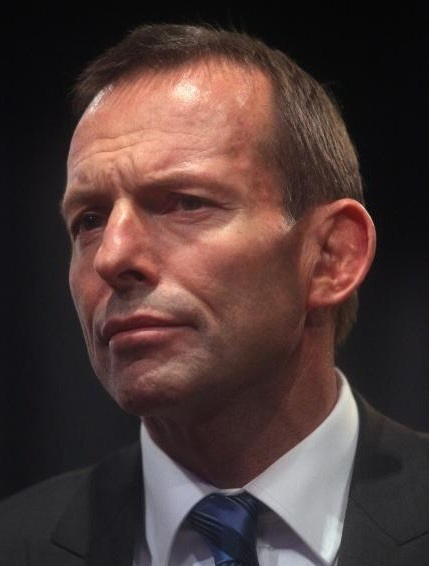
AUS Tony Abbott, primer ministro (anfitrión)
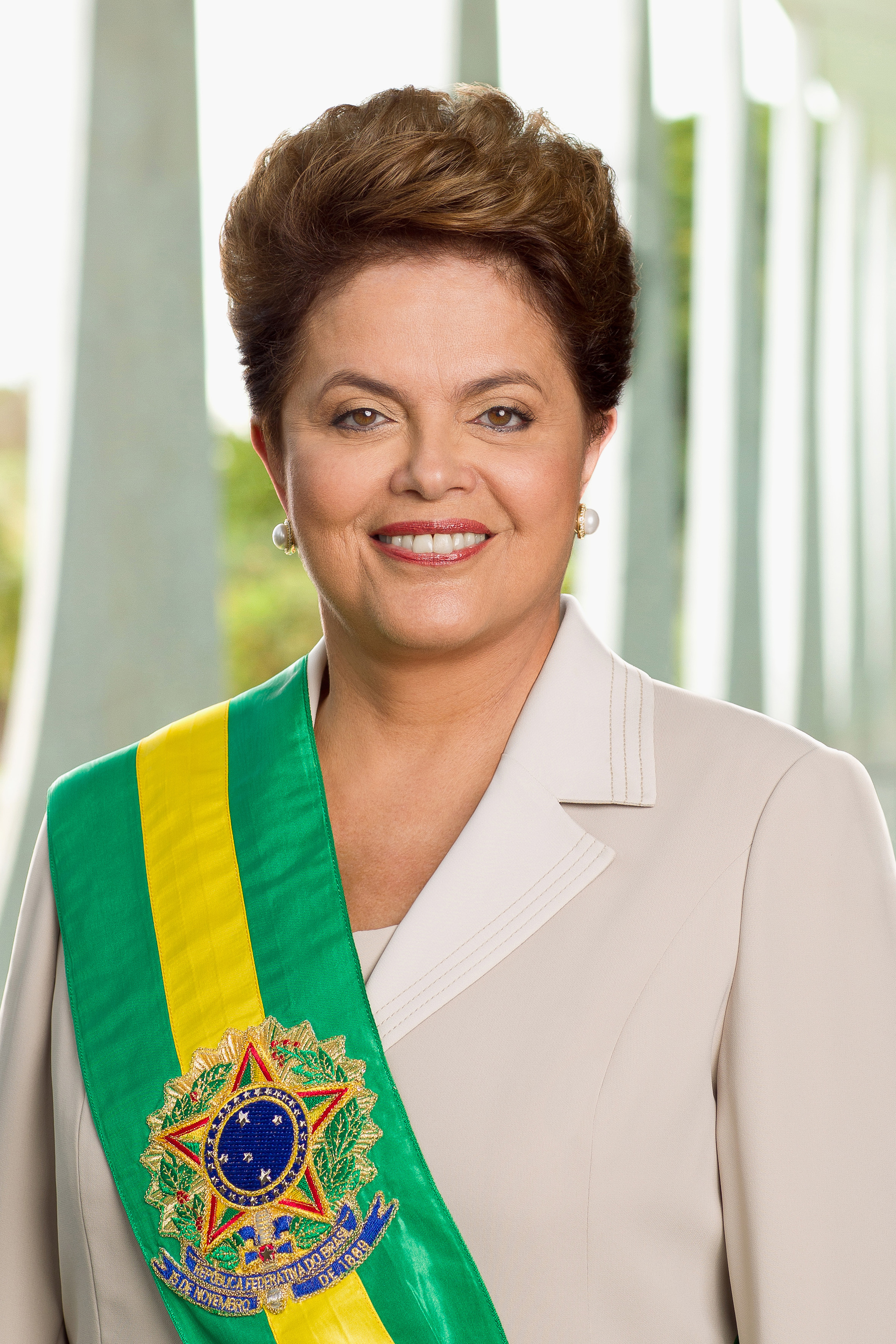
BRA Dilma Rousseff, presidenta
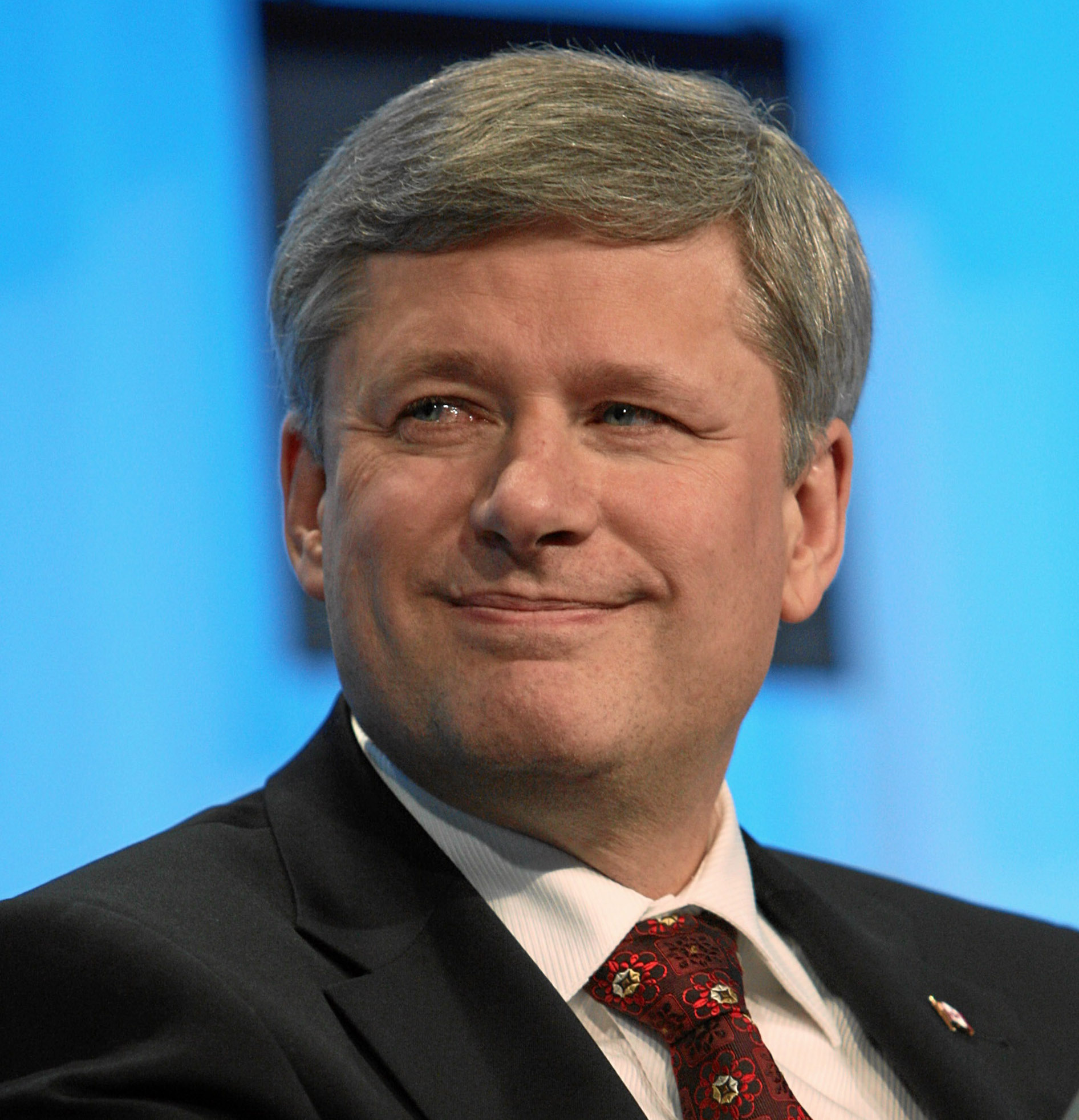
CAN Stephen Harper, primer ministro
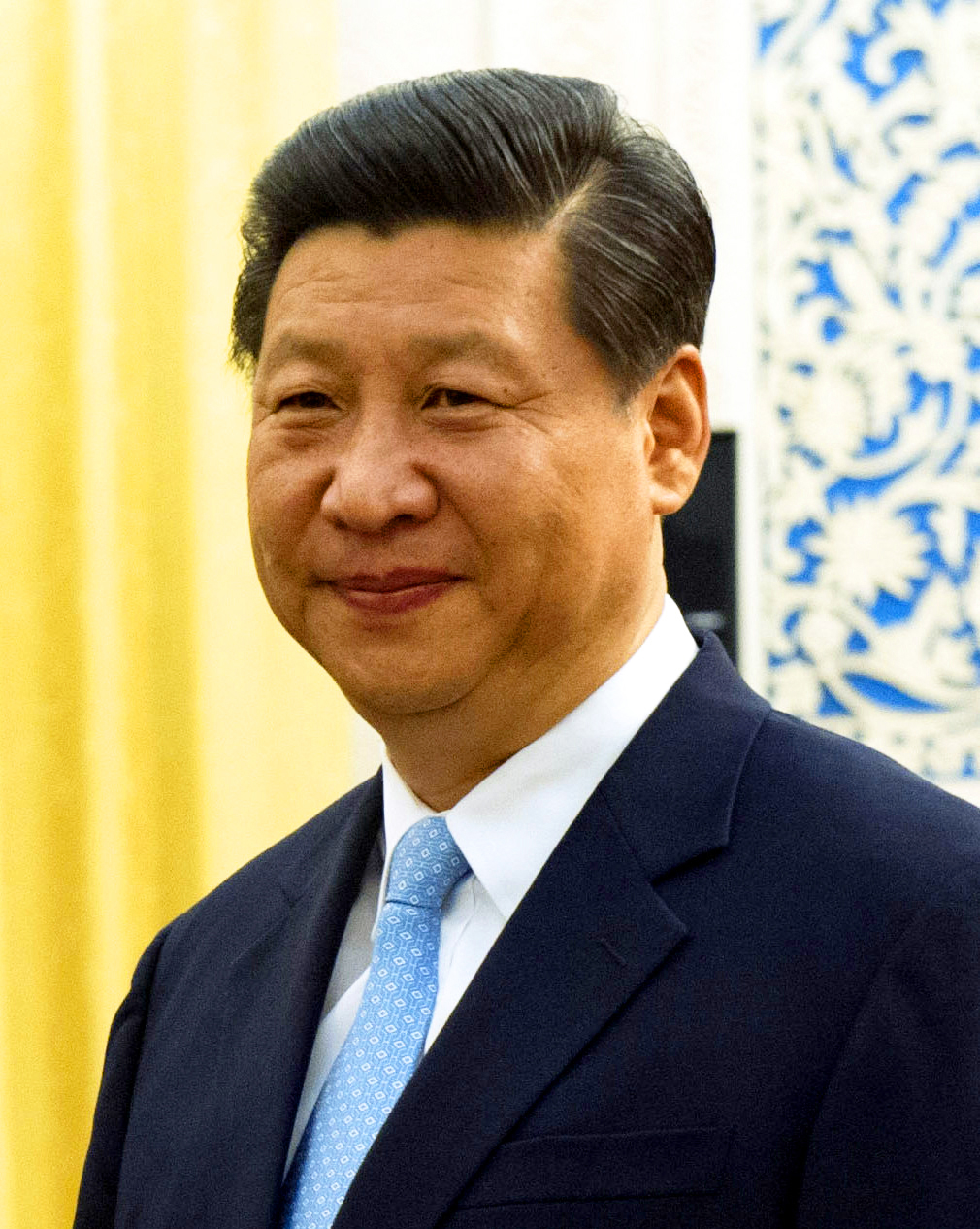
PRC Xi Jinping, presidente
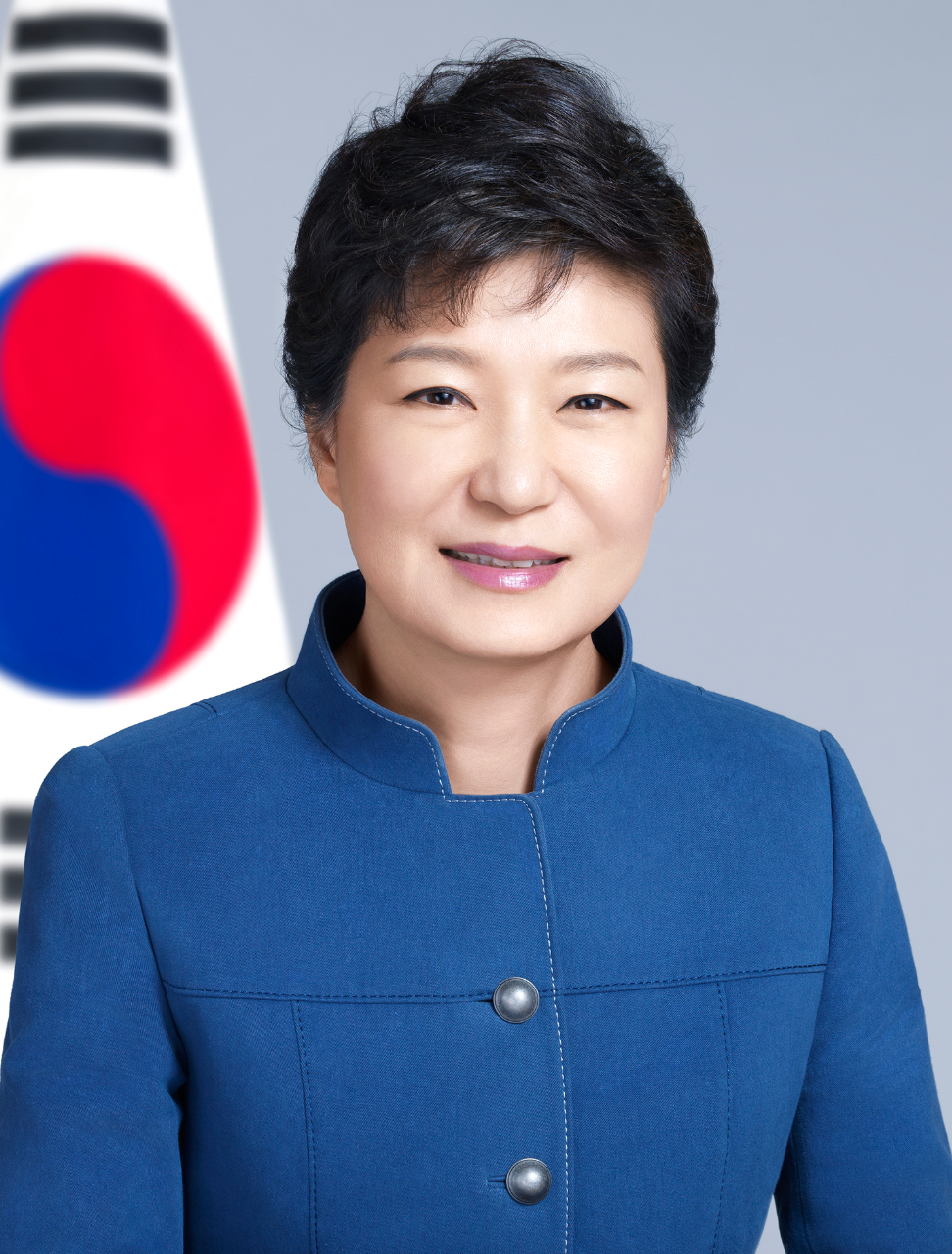
KOR Park Geun-hye, presidenta
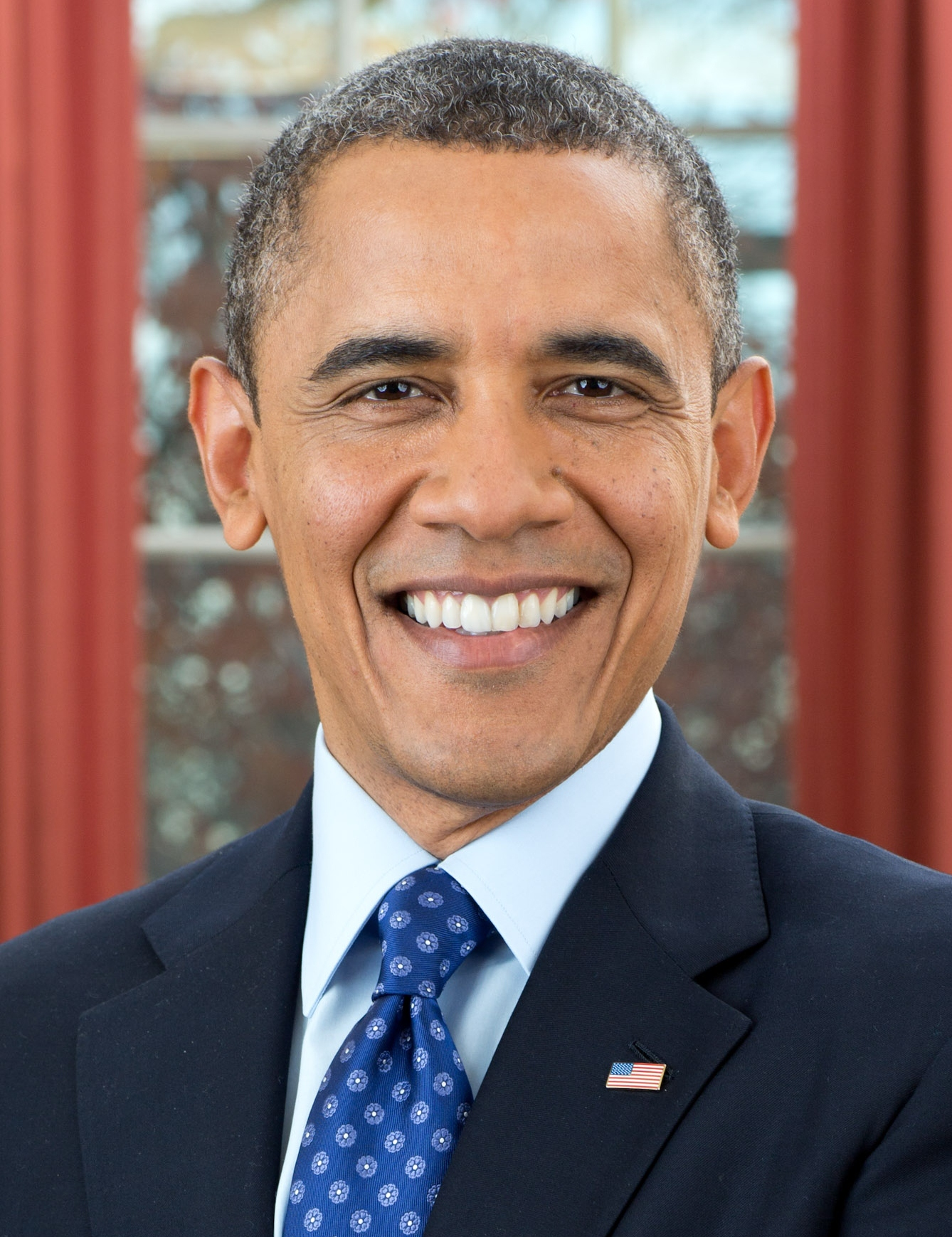
USA Barack Obama, presidente
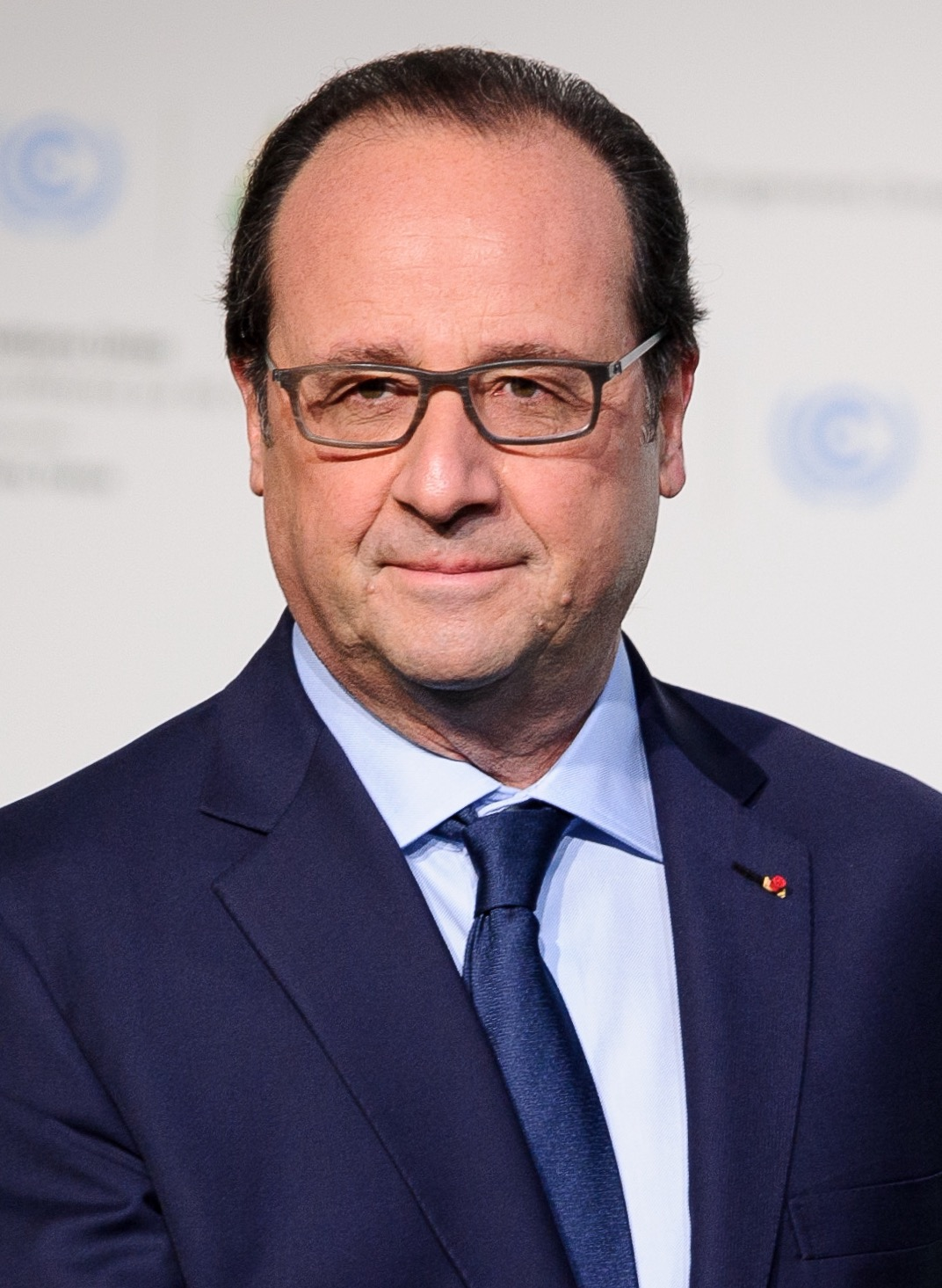
FRA François Hollande, presidente
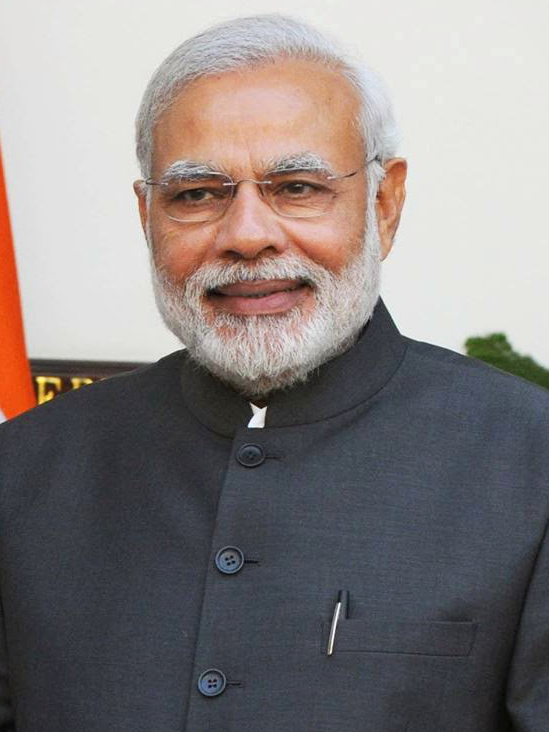
IND Narendra Modi, primer ministro
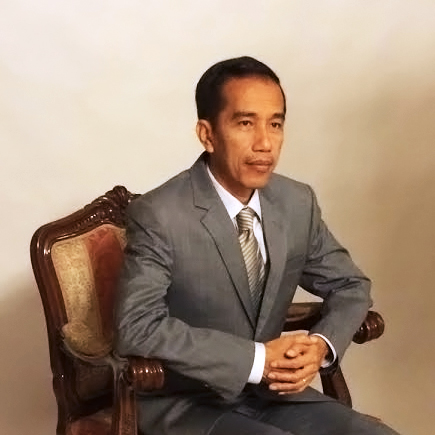
IDN Joko Widodo, Presidente
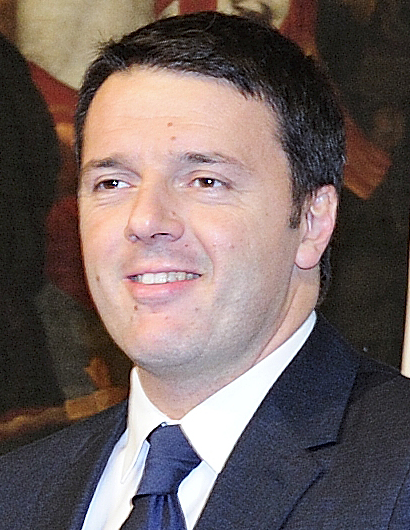
ITA Matteo Renzi, primer ministro
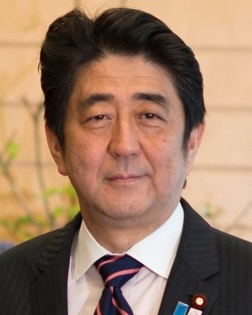
JPN Shinzō Abe, primer ministro
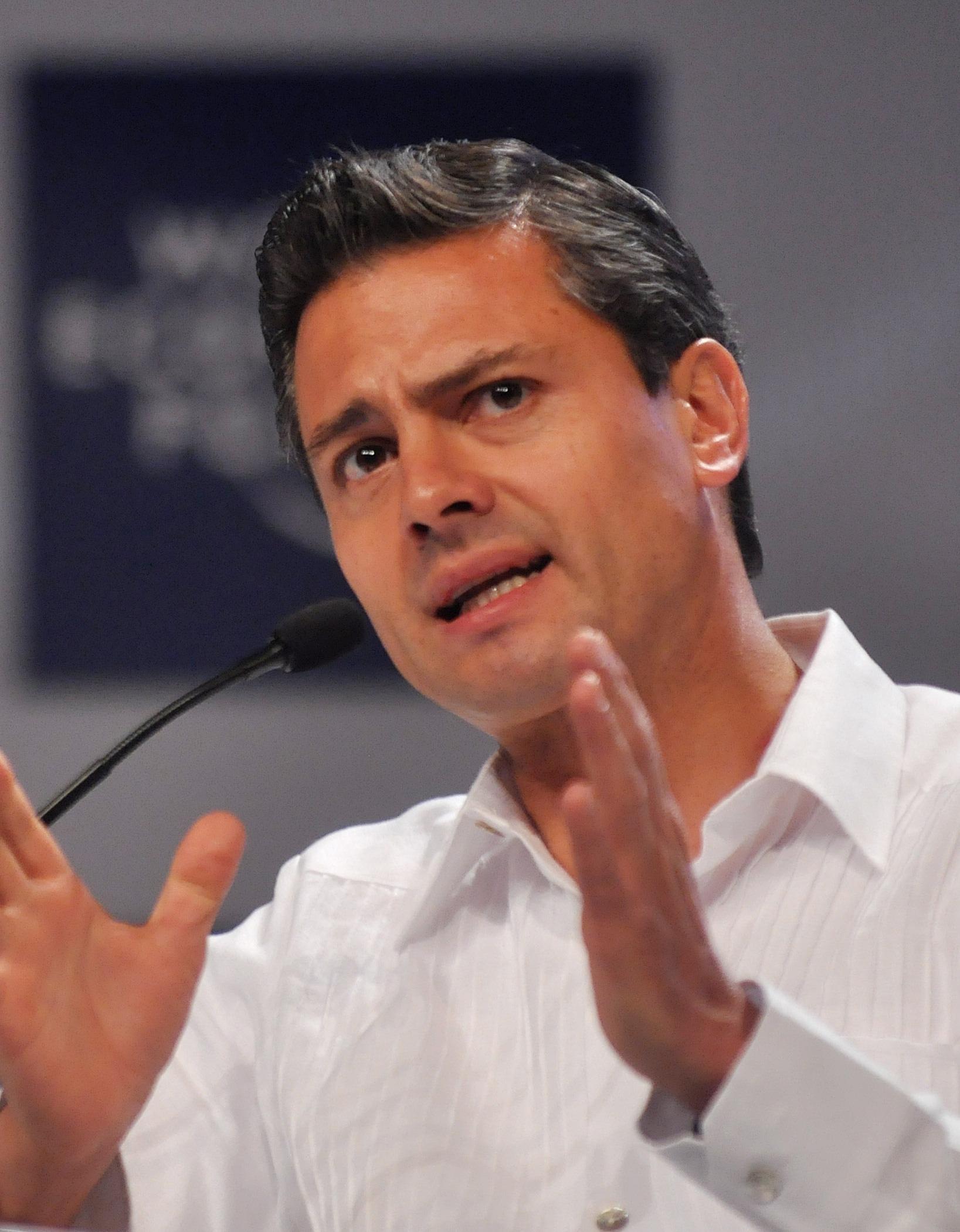
MEX Enrique Peña Nieto, presidente
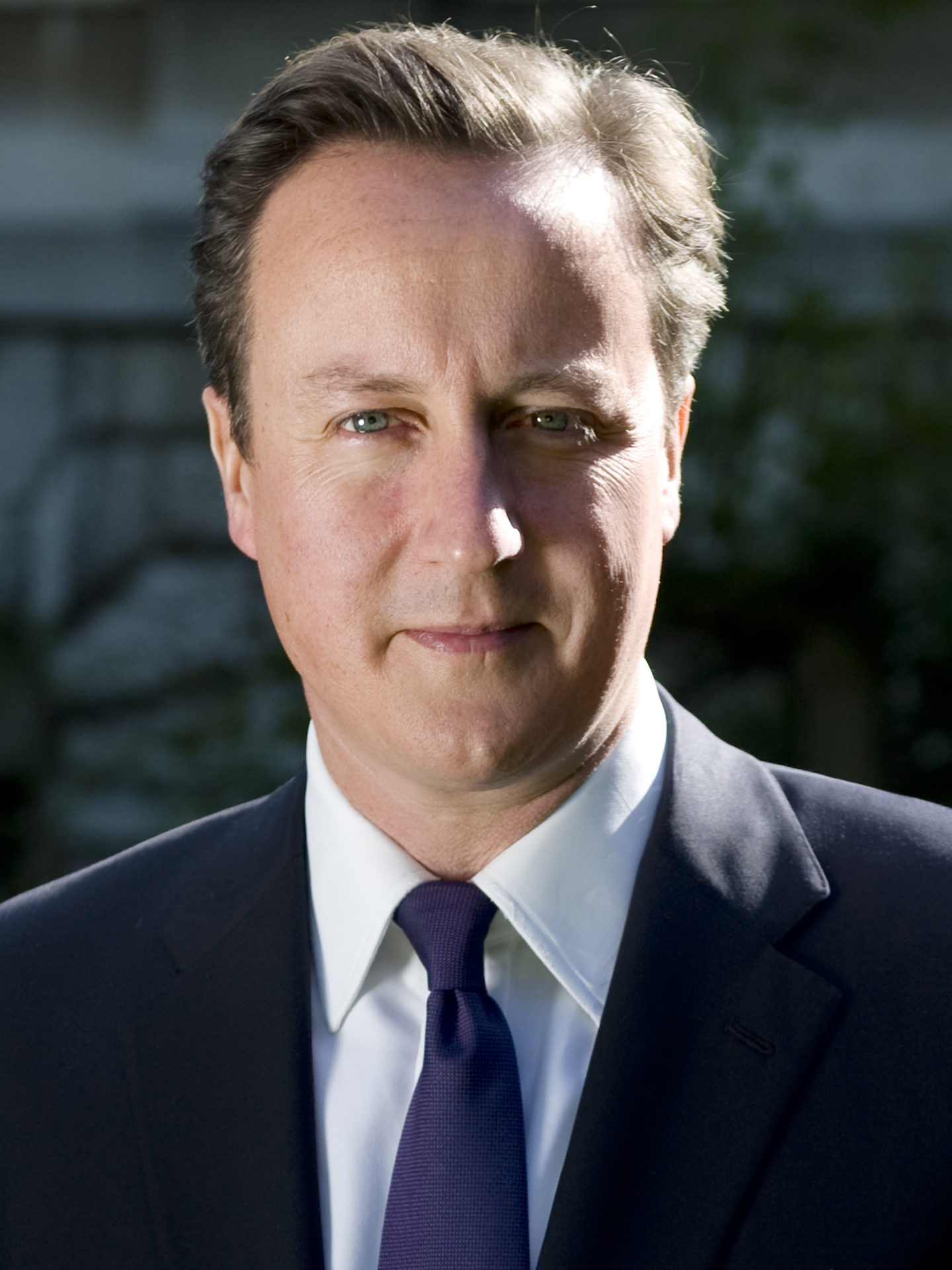
' David Cameron, primer ministro
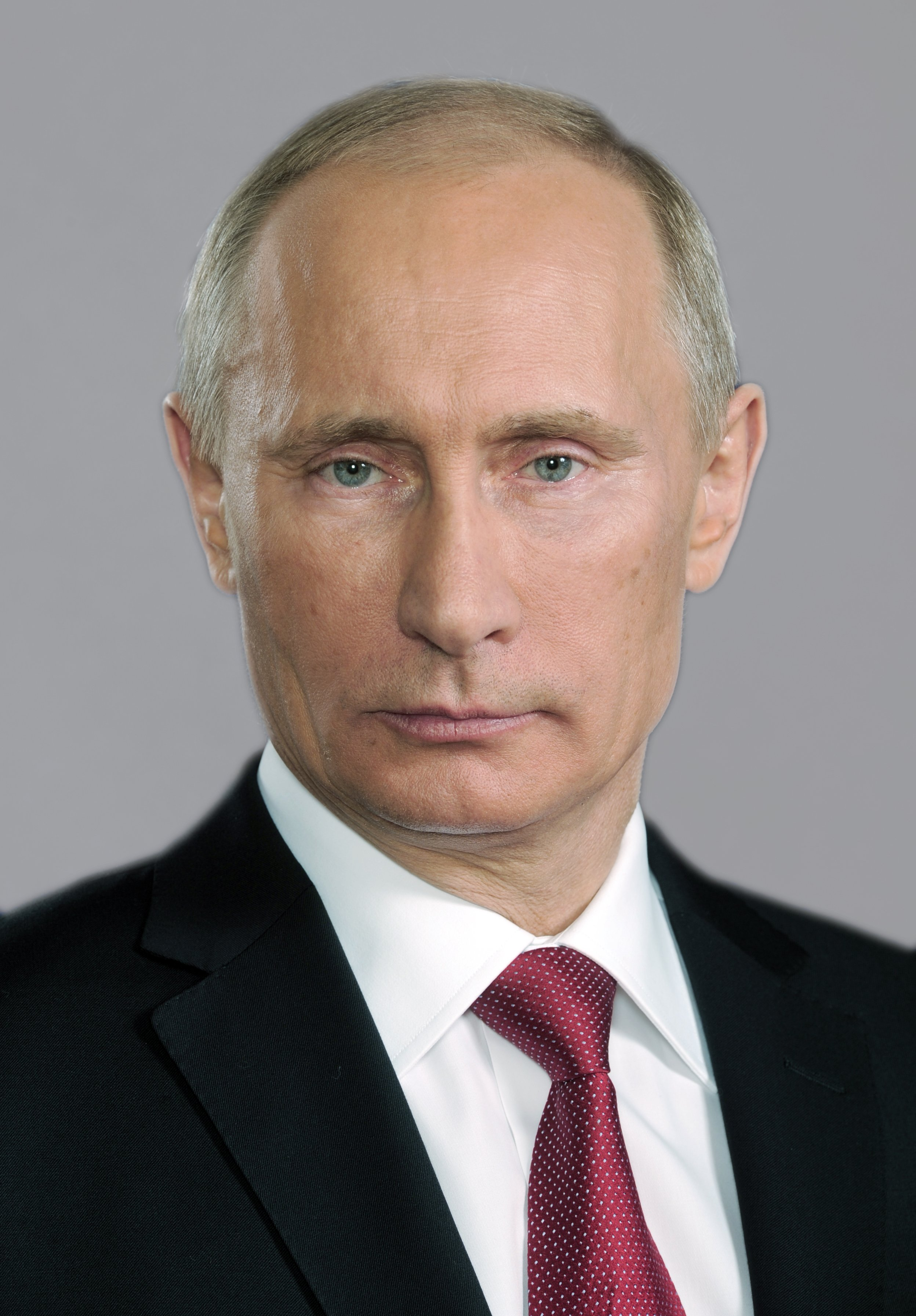
RUS Vladímir Putin, presidente
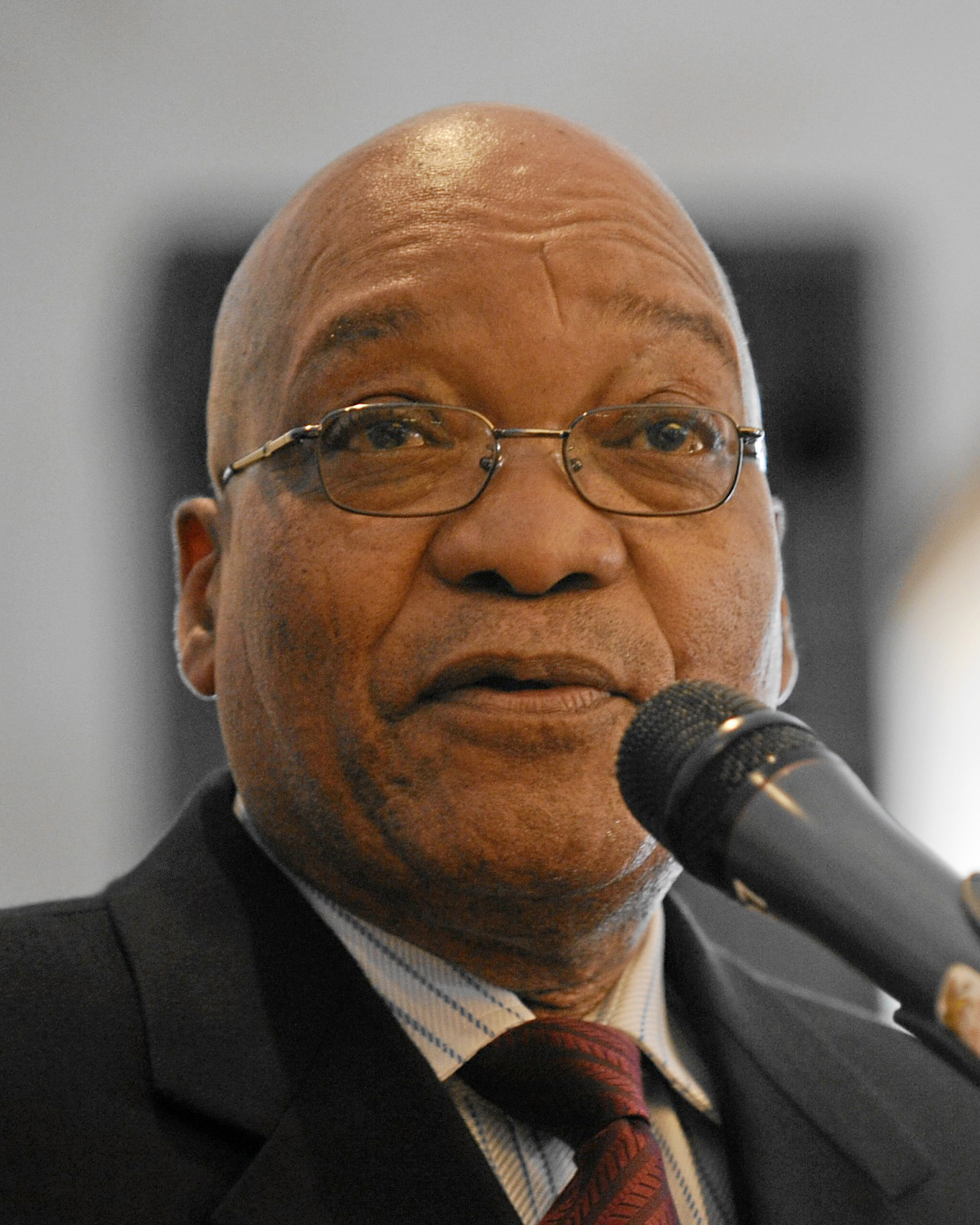
ZAF Jacob Zuma, Presidente
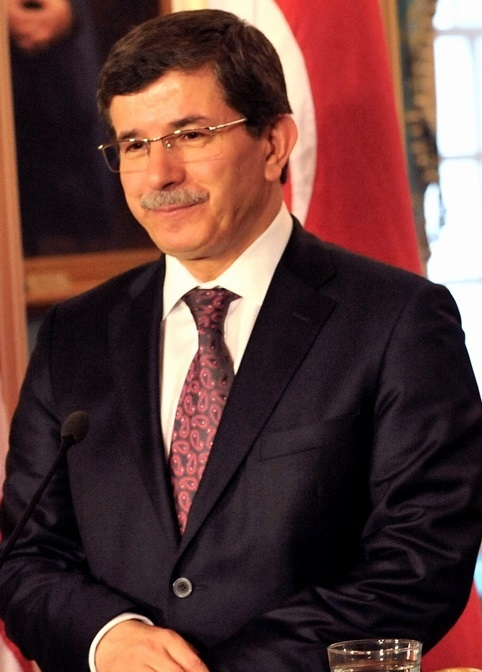
TUR Ahmet Davutoğlu, primer ministro
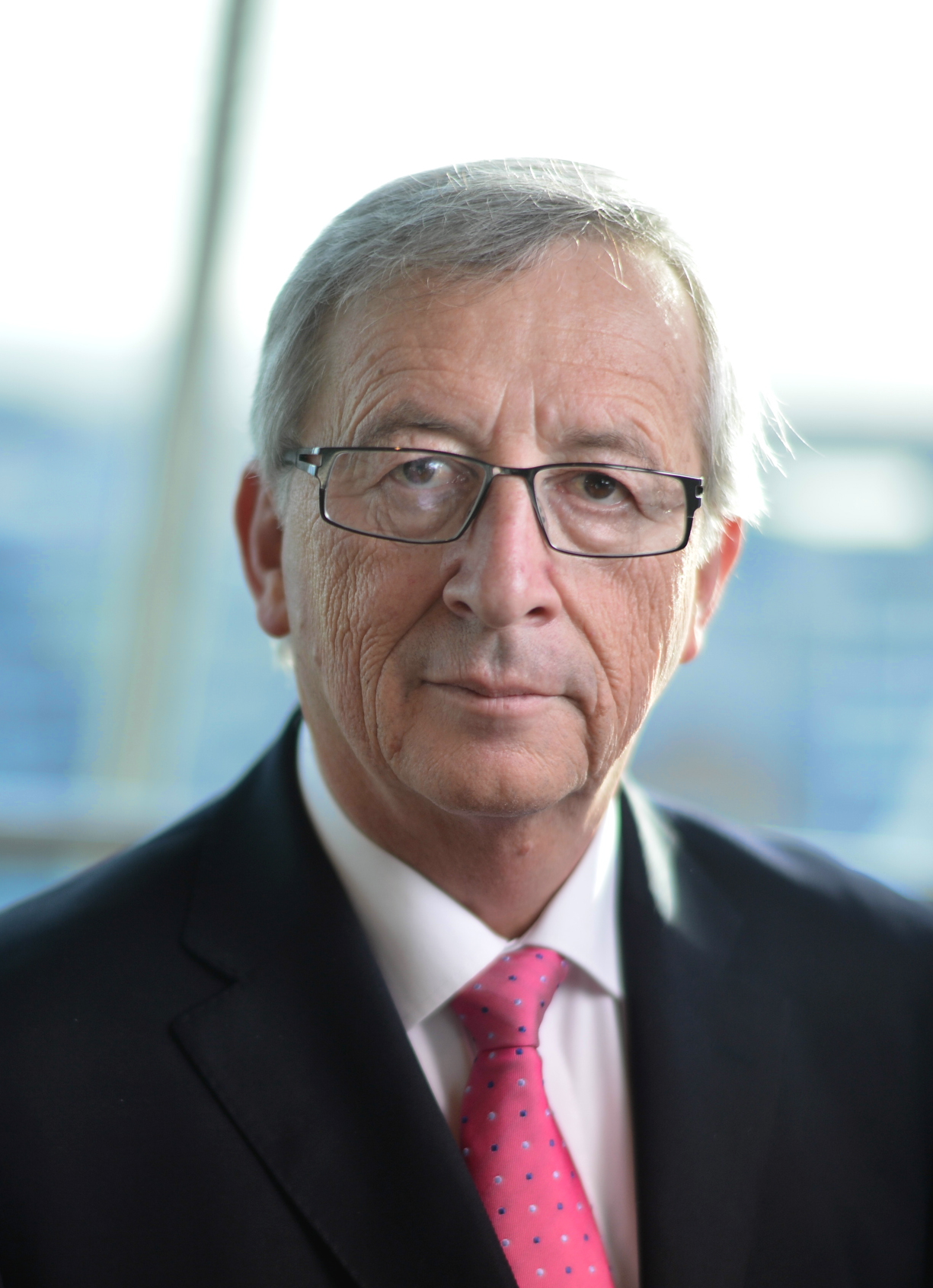
' Jean-Claude Juncker, presidente
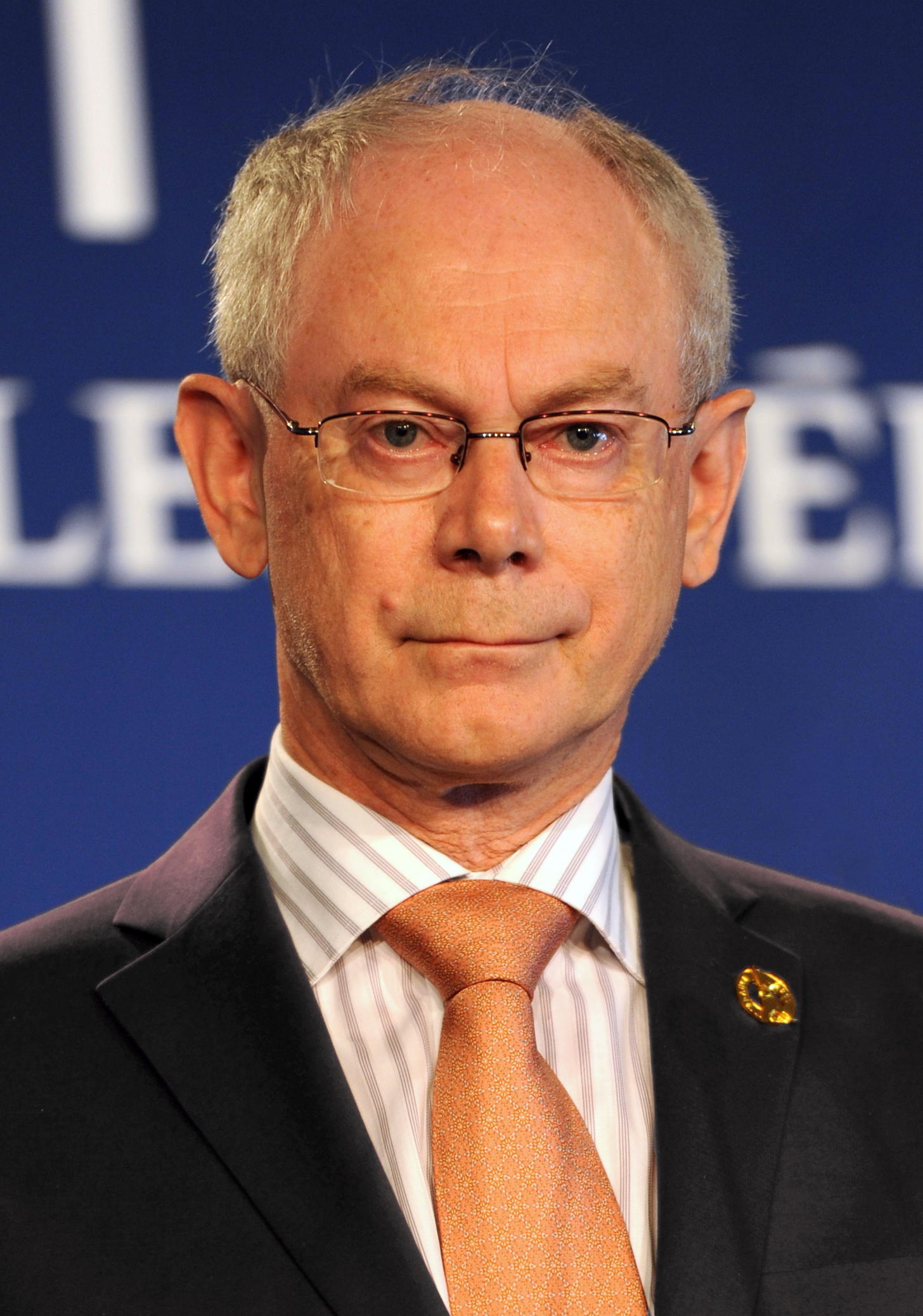
' Herman Van Rompuy, presidente

- Alemania
Angela Merkel, Canciller
- Arabia Saudita
Abdalá bin Abdelaziz, Rey
- Argentina 
Axel Kicillof, ministro de Economía
- Australia
Tony Abbott, primer ministro
(anfitrión)
- Brasil
Dilma Rousseff, presidenta
- Canadá
Stephen Harper, primer ministro
- China
Xi Jinping, presidente
- Corea del Sur
Park Geun-hye, presidenta
- Estados Unidos
Barack Obama,  presidente
- Francia
François Hollande, presidente
- India
Narendra Modi, primer ministro
- Indonesia
Joko Widodo, Presidente
- Italia
Matteo Renzi, primer ministro
- Japón
Shinzō Abe, primer ministro
- México
Enrique Peña Nieto, presidente
- Reino Unido
David Cameron, primer ministro
- Rusia
Vladímir Putin, presidente
- Sudáfrica
Jacob Zuma, Presidente
- Turquía
Ahmet Davutoğlu, primer ministro
- Unión Europea
Jean-Claude Juncker, presidente
- Unión Europea
Herman Van Rompuy, presidente

## Líderes invitados

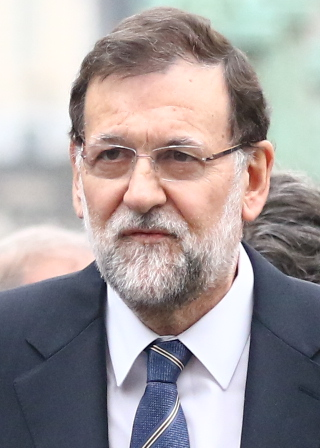
' Mariano Rajoy, Presidente, invitado permanente
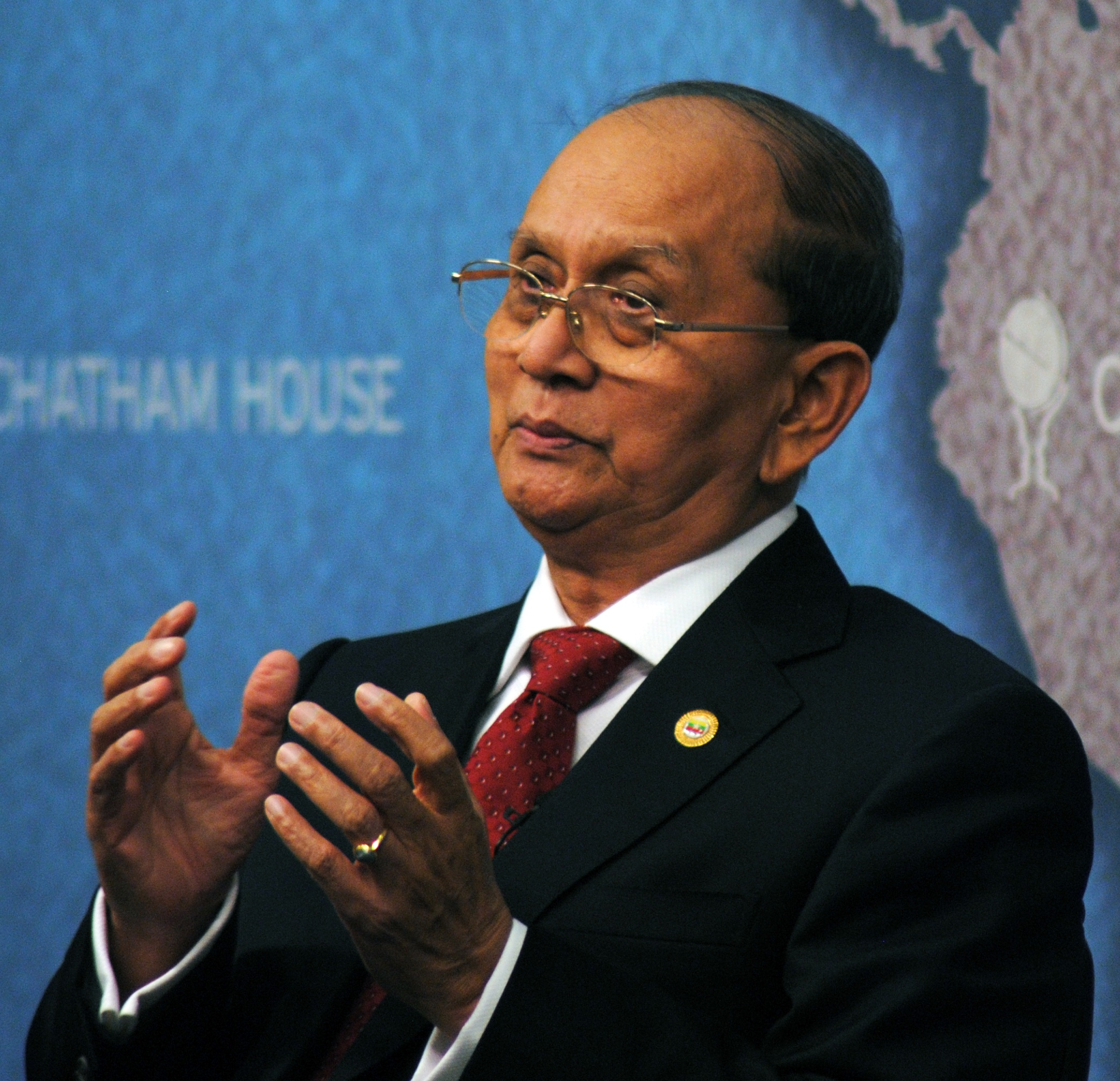
' Thein Sein, Presidente
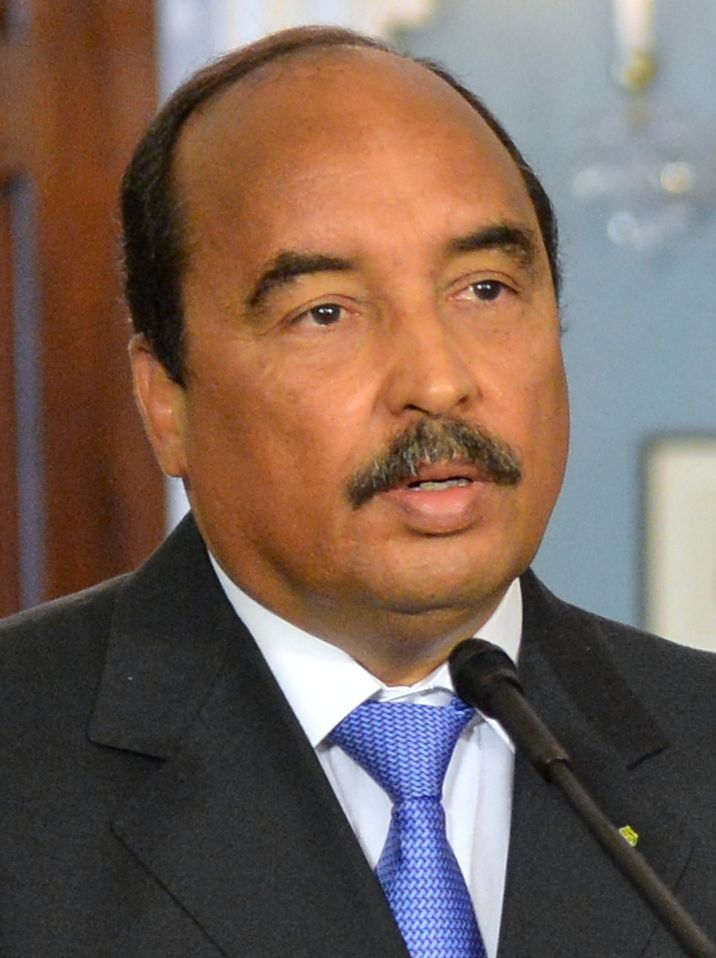
' Mohamed Ould Abdel Aziz, Presidente
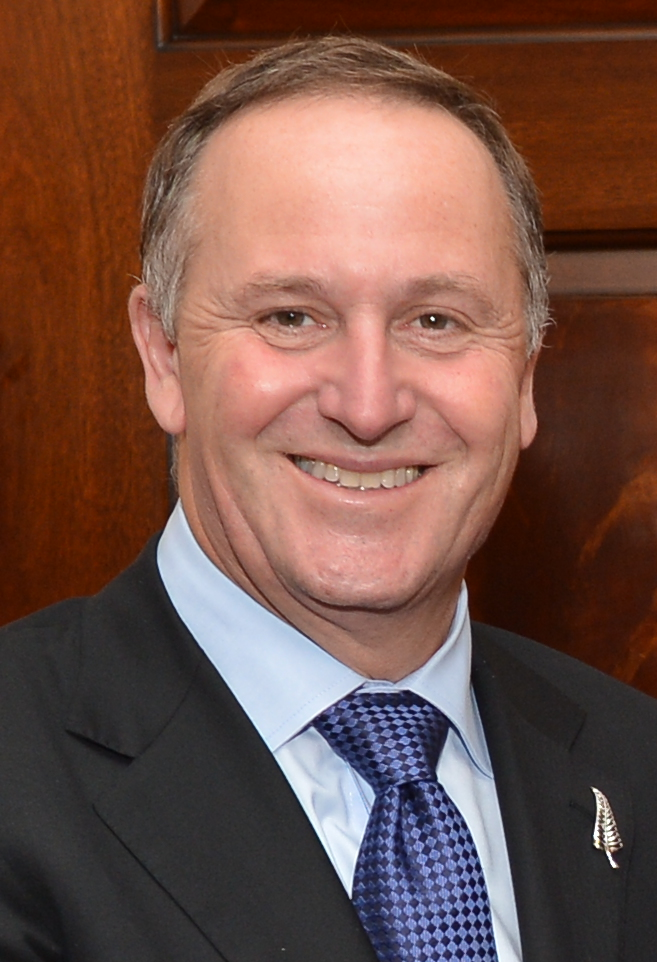
' John Key, Primer Ministro
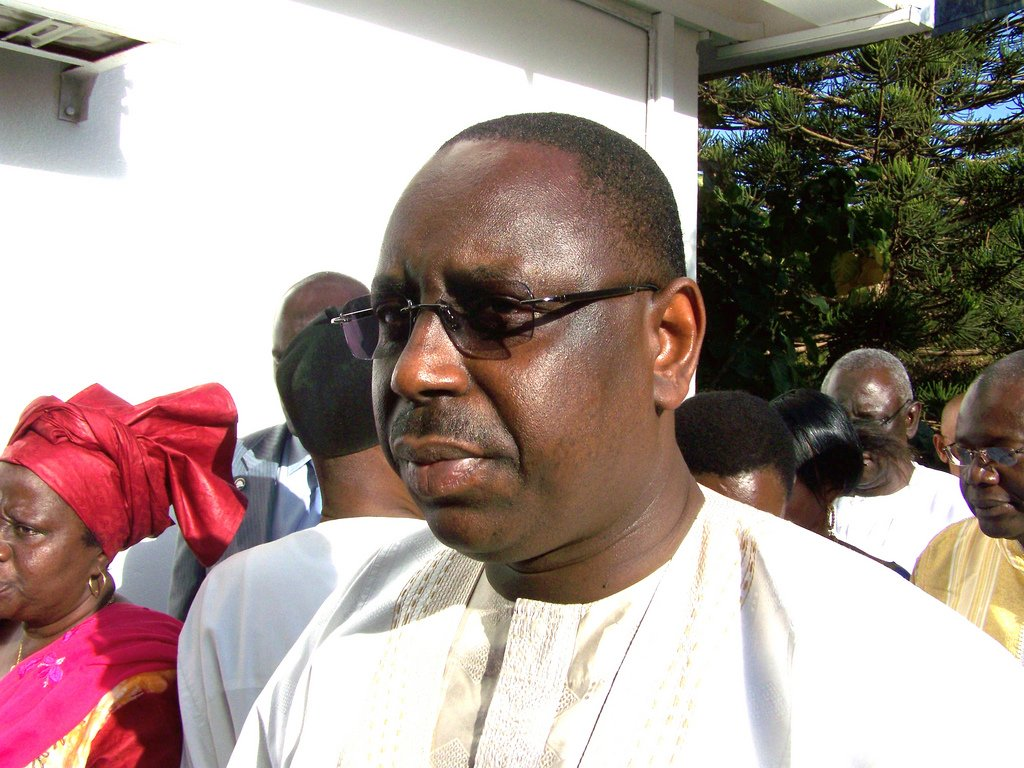
' Macky Sall, Presidente
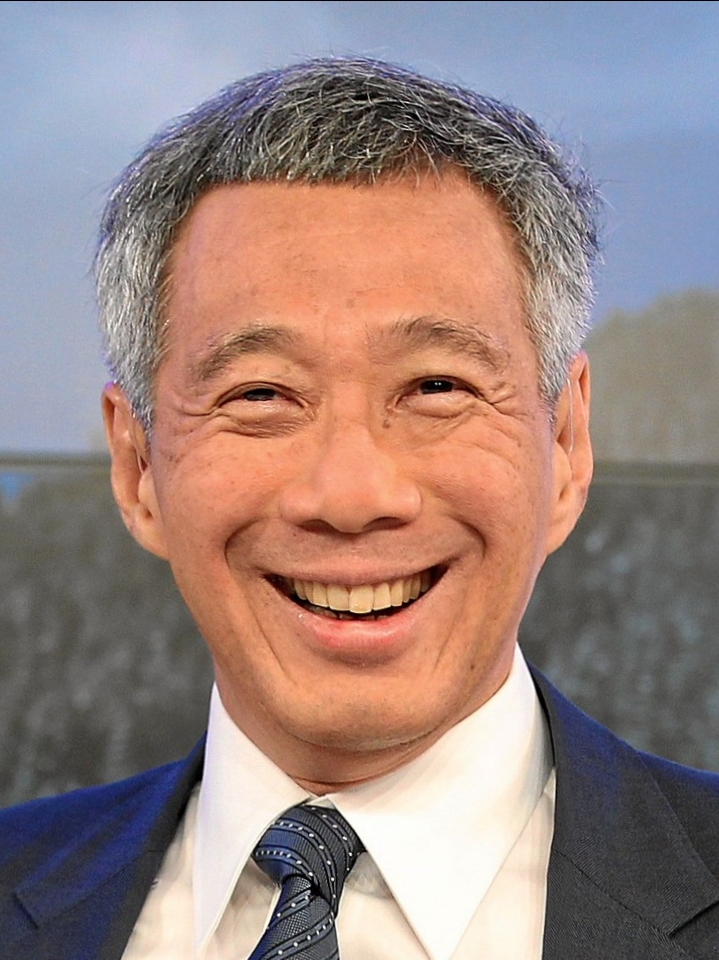
' Lee Hsien Loong, Primer Ministro

- España
Mariano Rajoy, Presidente, invitado permanente
- Birmania
Thein Sein, Presidente
- Mauritania
Mohamed Ould Abdel Aziz, Presidente
- Nueva Zelanda 
John Key, Primer Ministro
- Senegal
Macky Sall, Presidente
- Singapur
Lee Hsien Loong, Primer Ministro

## Organizaciones internacionales

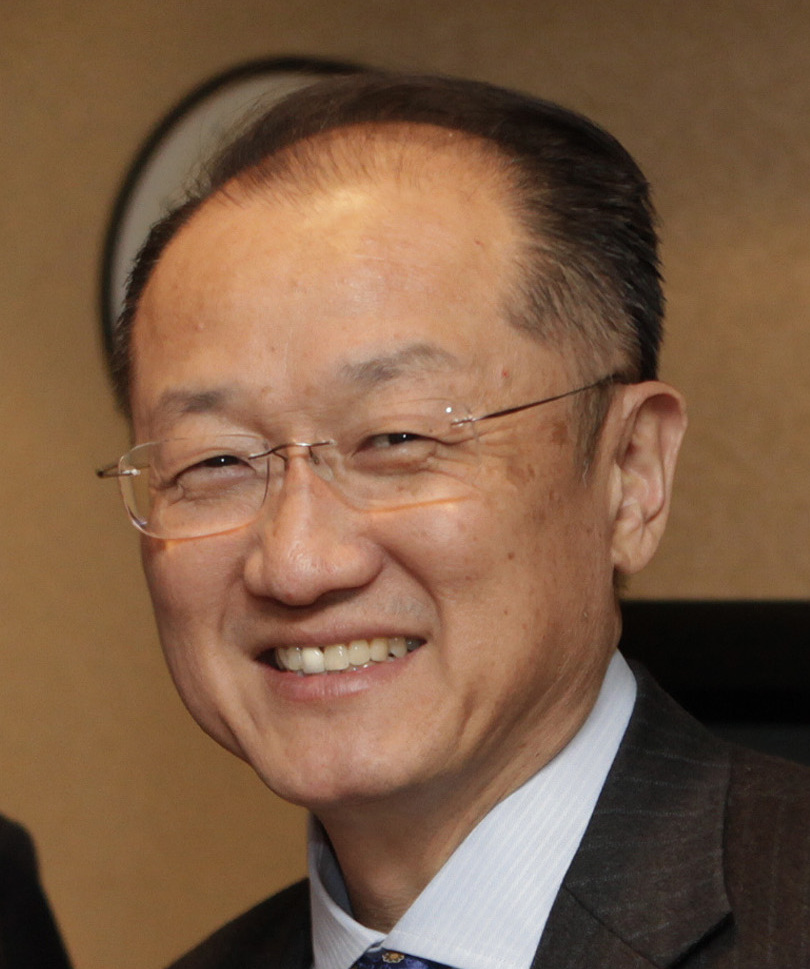
Banco Mundial Jim Yong Kim, Presidente
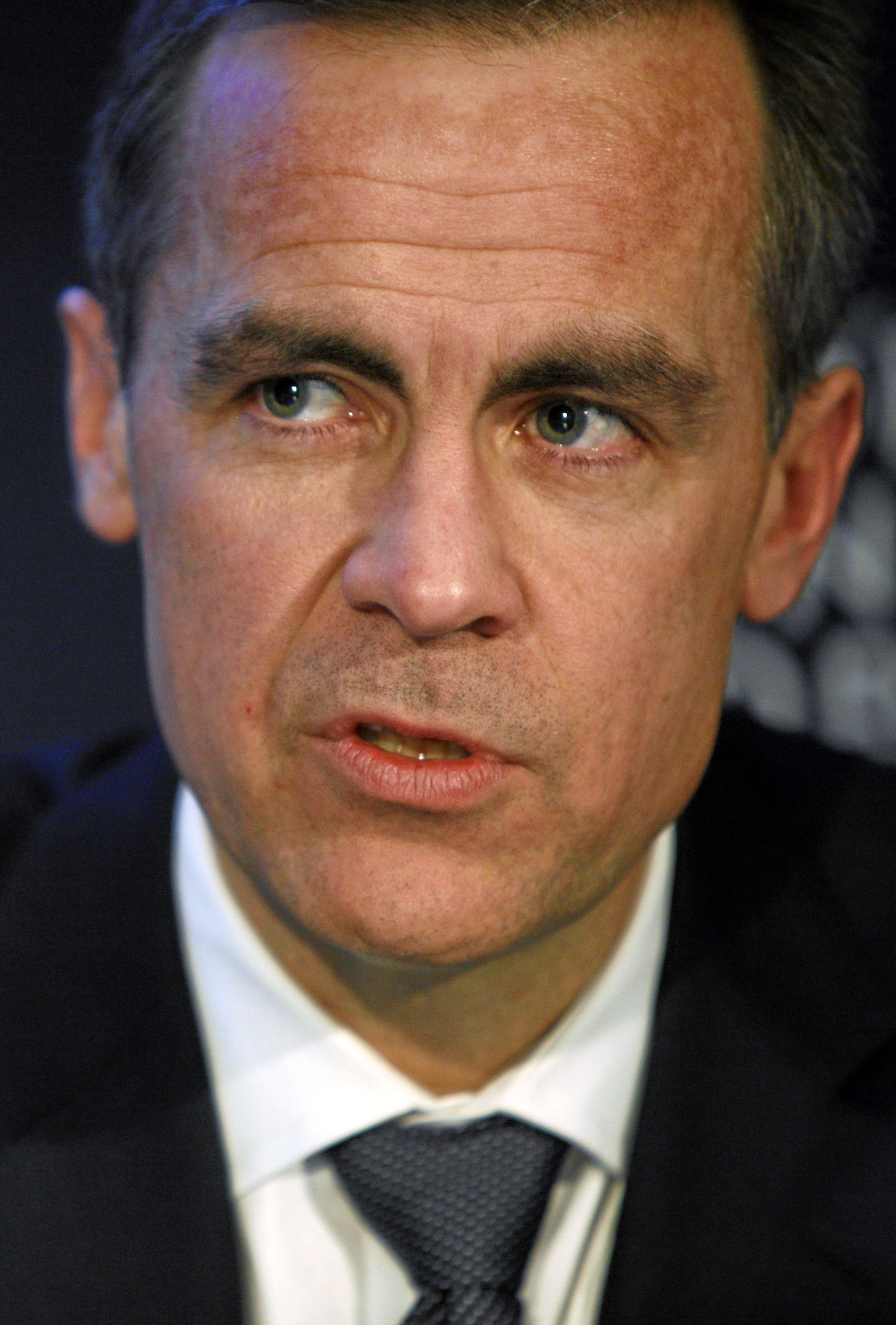
Consejo de Estabilidad Financiera Mark Carney, Presidente
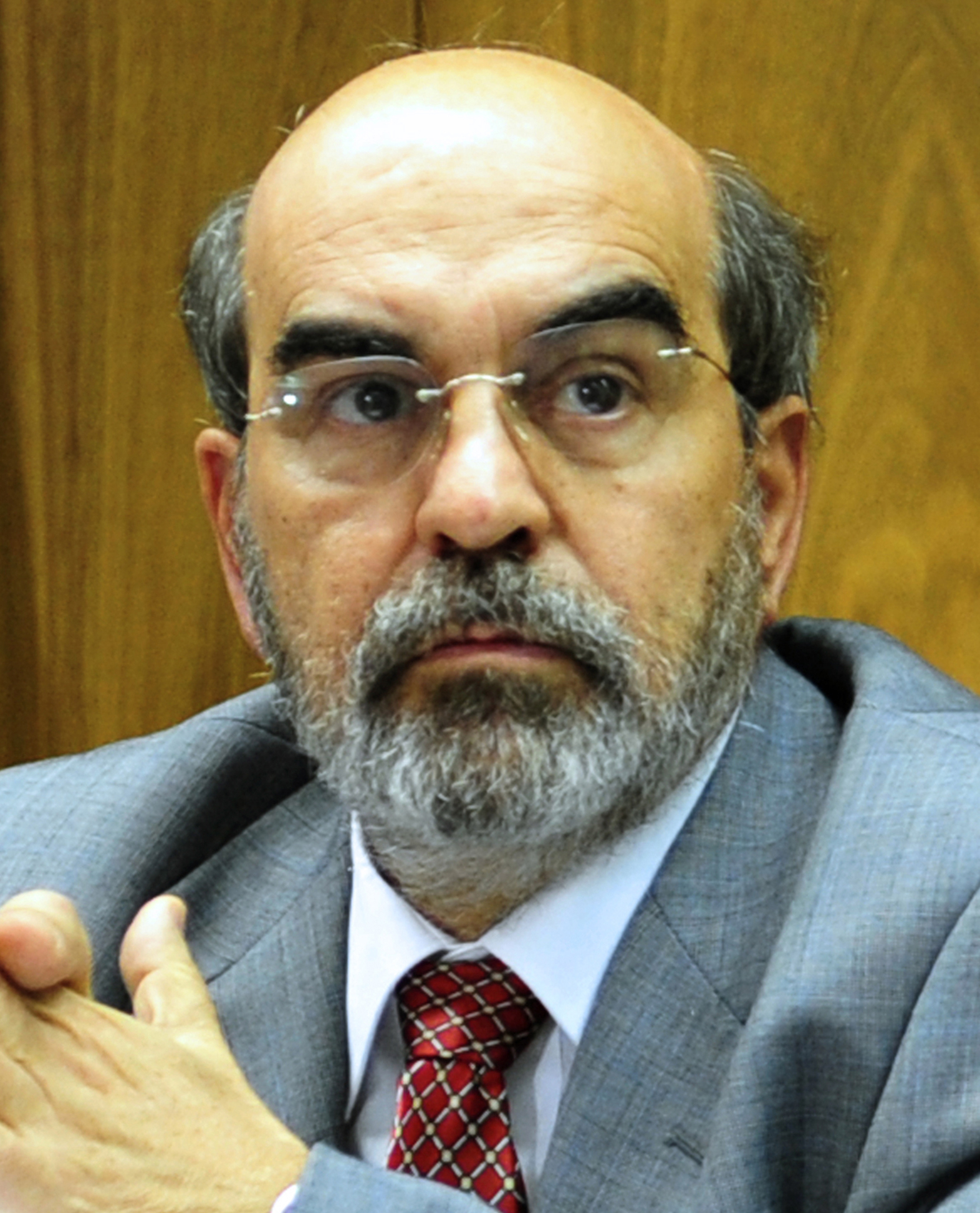
FAO José Graziano da Silva, Director General
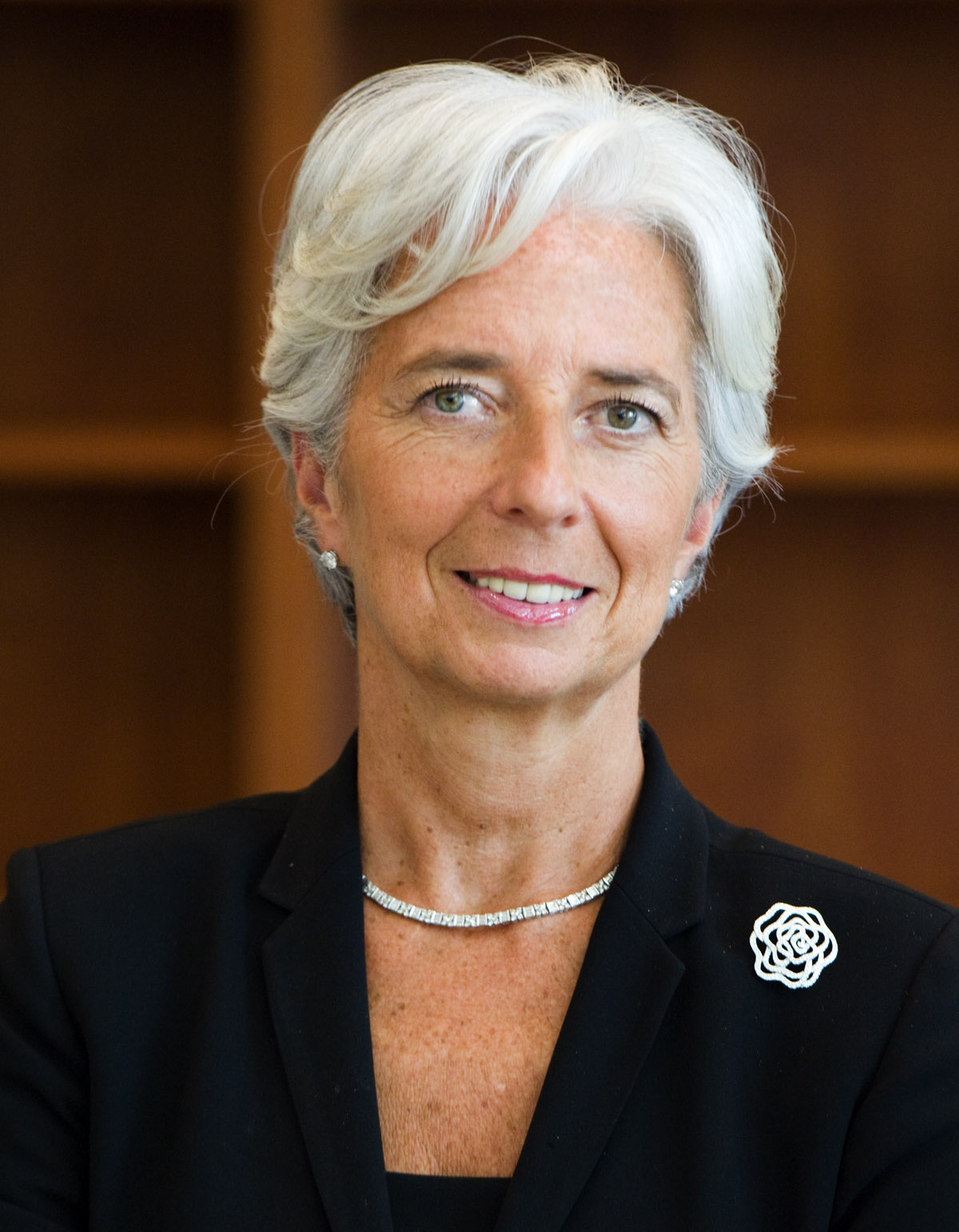
FMI Christine Lagarde, Directora Gerente
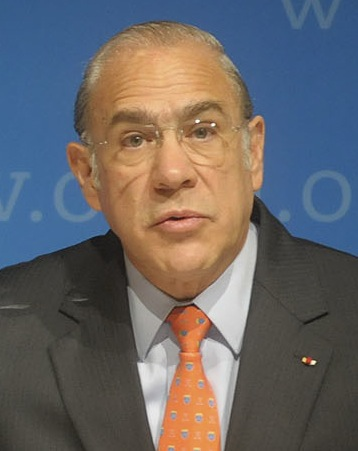
OCDE José Ángel Gurría, Secretario General
OIT Guy Ryder, Director General
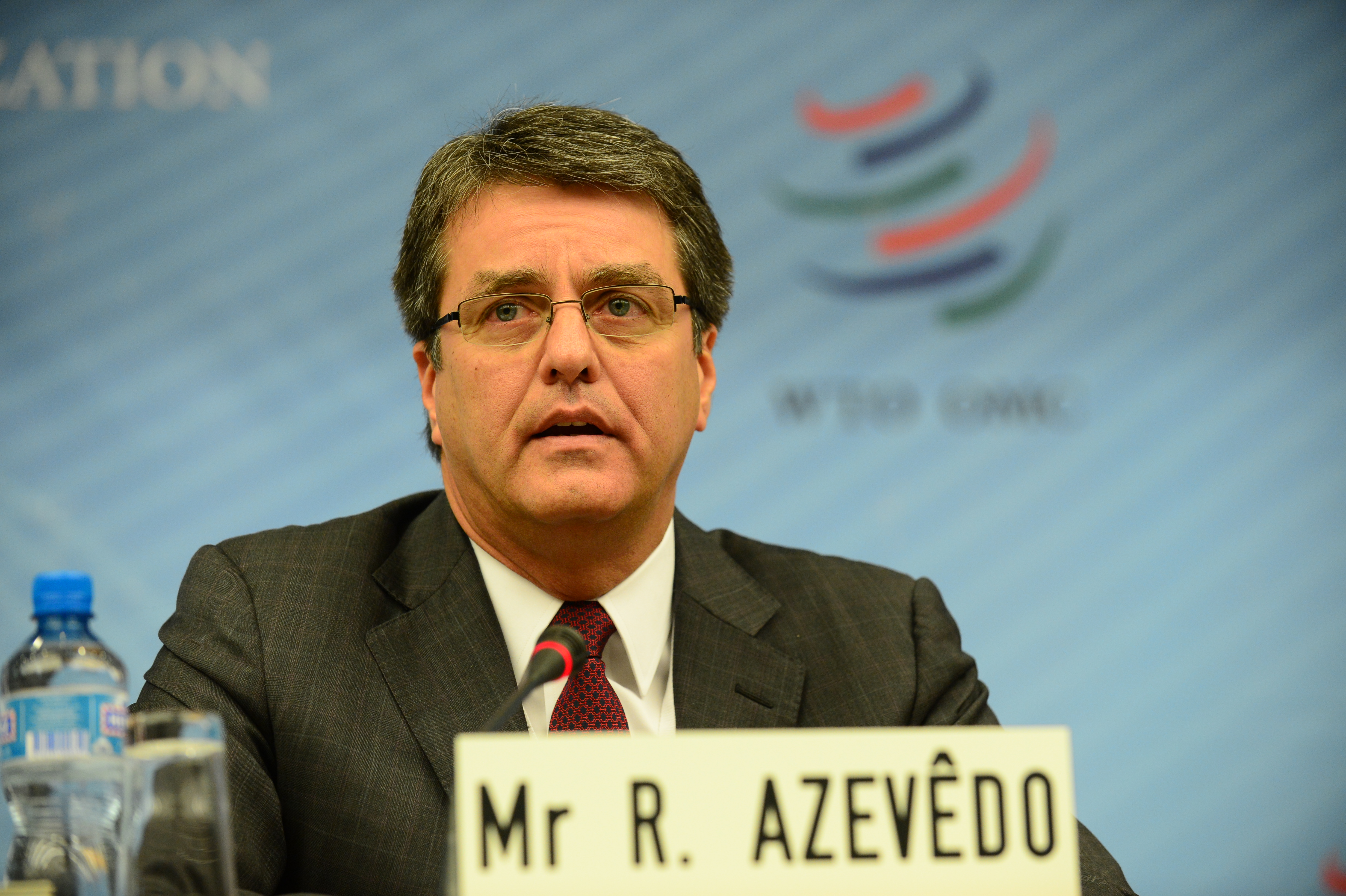
OMC Roberto Azevêdo, Director General
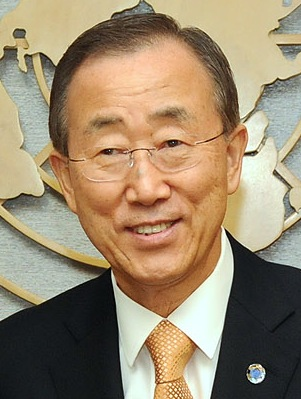
ONU Ban Ki-moon, Secretario General

| Miembros del G-20 País anfitrión está indicado en negrita. | Miembros del G-20 País anfitrión está indicado en negrita. | Miembros del G-20 País anfitrión está indicado en negrita. | Miembros del G-20 País anfitrión está indicado en negrita. |
| Miembro                                                    | Miembro                                                    | Representado por                                           | Título                                                     |
| ---------------------------------------------------------- | ---------------------------------------------------------- | ---------------------------------------------------------- | ---------------------------------------------------------- |
| Bandera de Alemania                                        | Alemania                                                   | Angela Merkel                                              | Canciller                                                  |
| Bandera de Arabia Saudita                                  | Arabia Saudita                                             | Abdalá bin Abdelaziz                                       | Rey                                                        |
| Bandera de Argentina                                       | Argentina                                                  | Axel Kicillof                                              | Ministro de Economía                                       |
| Bandera de Australia                                       | Australia                                                  | Tony Abbott                                                | Primer Ministro                                            |
| Bandera de Brasil                                          | Brasil                                                     | Dilma Rousseff                                             | Presidente                                                 |
| Bandera de Canadá                                          | Canadá                                                     | Stephen Harper                                             | Primer Ministro                                            |
| Bandera de la República Popular China                      | China                                                      | Xi Jinping                                                 | Presidente                                                 |
| Bandera de Corea del Sur                                   | Corea del Sur                                              | Park Geun-hye                                              | Presidenta                                                 |
| Bandera de Estados Unidos                                  | Estados Unidos                                             | Barack Obama                                               | Presidente                                                 |
| Bandera de Francia                                         | Francia                                                    | François Hollande                                          | Presidente                                                 |
| Bandera de la India                                        | India                                                      | Narendra Modi                                              | Primer Ministro                                            |
| Bandera de Indonesia                                       | Indonesia                                                  | Susilo Bambang Yudhoyono                                   | Presidente                                                 |
| Bandera de Italia                                          | Italia                                                     | Matteo Renzi                                               | Primer Ministro                                            |
| Bandera de Japón                                           | Japón                                                      | Shinzō Abe                                                 | Primer Ministro                                            |
| Bandera de México                                          | México                                                     | Enrique Peña Nieto                                         | Presidente                                                 |
| Bandera del Reino Unido                                    | Reino Unido                                                | David Cameron                                              | Primer Ministro                                            |
| Bandera de Rusia                                           | Rusia                                                      | Vladímir Putin                                             | Presidente                                                 |
| Bandera de Sudáfrica                                       | Sudáfrica                                                  | Jacob Zuma                                                 | Presidente                                                 |
| Bandera de Turquía                                         | Turquía                                                    | Ahmet Davutoğlu                                            | Primer Ministro                                            |
| Bandera de Unión Europea                                   | Comisión Europea                                           | Jean-Claude Juncker                                        | Presidente                                                 |
| Bandera de Unión Europea                                   | Consejo Europeo                                            | Herman Van Rompuy                                          | Presidente                                                 |

| Países Invitados         |               |                         |                         |
| País                     | País          | Representado por        | Título                  |
| Bandera de Birmania      | Birmania      | Thein Sein              | Presidente              |
| Bandera de España        | España        | Mariano Rajoy           | Presidente del gobierno |
| Bandera de Mauritania    | Mauritania    | Mohamed Ould Abdel Aziz | Presidente              |
| Bandera de Nueva Zelanda | Nueva Zelanda | John Key                | Primer Ministro         |
| Bandera de Senegal       | Senegal       | Macky Sall              | Presidente              |
| Bandera de Singapur      | Singapur      | Lee Hsien Loong         | Primer Ministro         |

| Organizaciones Internacionales                                            |                                                                                 |                        |                    |
| Organización                                                              | Organización                                                                    | Representado por       | Título             |
|                                                                           | Banco Mundial                                                                   | Jim Yong Kim           | Presidente         |
| Consejo de Estabilidad Financiera                                         | Consejo de Estabilidad Financiera                                               | Mark Carney            | Presidente         |
|                                                                           | Fondo Monetario Internacional (FMI)                                             | Christine Lagarde      | Directora Gerente  |
| Bandera de las Naciones Unidas                                            | Organización de las Naciones Unidas (ONU)                                       | Ban Ki-moon            | Secretario General |
| Organización de las Naciones Unidas para la Alimentación y la Agricultura | Organización de las Naciones Unidas para la Alimentación y la Agricultura (FAO) | José Graziano da Silva | Director general   |
| Organización para la Cooperación y el Desarrollo Económicos               | Organización para la Cooperación y el Desarrollo Económicos (OCDE)              | José Ángel Gurría      | Secretario General |
| Organización Internacional del Trabajo                                    | Organización Internacional del Trabajo (OIT)                                    | Guy Ryder              | Director general   |
|                                                                           | Organización Mundial del Comercio (OMC)                                         | Roberto Azevêdo        | Director general   |